# Graudenz-Klasse
Die Graudenz-Klasse war eine Baureihe Kleiner Kreuzer der kaiserlichen Marine. Sie wurde als Amtsentwurf 1911 vom Konstruktionsamt des Reichsmarineamtes entworfen.
Es wurden zwei Schiffe dieser Klasse gebaut. Wie sämtliche Kreuzer seit der Bremen-Klasse von 1904 an, wurden die Schiffe nach Städten benannt: Graudenz und Regensburg.

## Entwurf
Die Graudenz-Klasse war der Nachfolger der Karlsruhe-Klasse. Beide Kreuzerklassen waren sich bezüglich Größe, Geschwindigkeit, Bewaffnung und Panzerung sehr ähnlich. Bei der Antriebsanlage verwandte man ebenfalls zehn kohlebefeuerte und zwei ölbefeuerte Wasserrohrkessel, die aber nun in vier Kesselräumen aufgestellt waren; bei der Karlsruhe- sowie bei der Magdeburg-Klasse waren es noch fünf Kesselräume gewesen. Mit dieser geänderten Unterteilung konnte man auch wieder zu drei Schornsteinen übergehen. Das ist äußerlich auch der einzige Unterschied dieser Schiffe zu denen der beiden Vorgängerklassen. Turbinen und Schrauben waren ebenfalls mit denen der vorherigen Kreuzer baugleich.
Im späteren Verlauf des Ersten Weltkrieges wurden bei der Graudenz und der Regensburg die zwölf 10,5-cm-Geschütze gegen sieben 15-cm-Kanonen ausgetauscht. Im Gegensatz zu den nachfolgenden Kreuzerklassen hatten sie nur ein 15-cm-Geschütz auf dem Vordeck.

## Einheiten
| Name       | Bauwerft               | Kiellegung        | Stapellauf       | Indienststellung | Verbleib |
| ---------- | ---------------------- | ----------------- | ---------------- | ---------------- | --- |
| Graudenz   | Kaiserliche Werft Kiel | 1912              | 25. Oktober 1913 | 10. August 1914  | Am 10. März 1920 wurde sie außer Dienst gestellt; Kriegsbeute Italien und als Ancona in Dienst gestellt, ab 1938 abgebrochen                            |
| Regensburg | AG Weser, Bremen       | 13. November 1912 | 25. April 1914   | 3. Januar 1915   | Am 19. Mai 1920 wurde sie außer Dienst gestellt; Kriegsbeute Frankreich und als Strasbourg in Dienst gestellt, im Jahr 1944 zur Hafensicherung versenkt |